# Гіпотеза походження мови Ф. Енґельса
Гіпотеза походження мови Ф. Енґельса — одна з теорій про походження мови, яку висунув німецький філософ та історик Фрідріх Енґельс, її викладено у дослідженні «Роль праці в процесі перетворення мавпи в людину». Набула широкого розповсюдження у країнах, які перебували під впливом комуністичної ідеології.

## Загальна характеристика
За цією гіпотезою, багато тисячоліть тому в Південній Азії жила високорозвинена порода людиноподібних мавп — австралопітеки. Відрізнялися вони від інших тим, що їм була притаманна вертикальна хода, мали укорочену щелепу і великий мозок. Пряма хода відіграла вирішальну роль у процесі перетворення мавпи в людину. Мавпа більше бачила, що впливало на розвиток мислення, а вивільнені передні кінцівки використовувала для виготовлення знарядь праці, що, своєю чергою, впливало на удосконалення руки. Жили мавпи гуртом, що вимагало взаємної підтримки, а отже, зумовлювало необхідність спілкуватися.
Спочатку вони використовували звукові сигнали. Поступово розвивалася гортань. Вживання м′ясної їжі впливало на розвиток мозку. Думка з часом відривалася від конкретного предмета, з′являлося абстрактне мислення. Праця, мова і думка формувалися одночасно і в єдності.

## Критика
На думку академіка АН Росії Ю.А. Овчинникова, в людині, на відміну від приматів, є ген мови. Тому, як стверджує дослідник, людина походить від людини, а не від мавпи. Жодну мавпу навчити мови неможливо.

## Інтернет-джерела
- Теорії постання мов [Архівовано 30 травня 2013 у Wayback Machine.]